# Alonistaina
Alonistaina  este un oraș în Grecia în Prefectura Arcadia.